# Candas Fiogbé
Candas Fiogbé, né le 18 janvier 2005 à Dékanmey, est un footballeur international béninois qui évolue au poste de deuxième attaquant à l'Atalanta U23.

## Biographie

### Carrière en club
Né à Dékanmey au Bénin, Candas Fiogbé est repéré au Codjia Nedville Football Scuola (CNFS) en 2011, avant de connaitre plusieurs essais avec plusieurs clubs de championnat d'Italie, avant de rejoindre l'Atalanta Bergame en 2012, club où il signe son premier contrat professionnel à 18 ans.
Fiogbé commence sa carrière professionnelle avec l'équipe réserve de l'Atalanta lors de la saison 2024-2025 en Championnat d'Italie de troisième division, tout en s'illustrant en Youth League avec 6 buts et 2 passes décisives en 6 matchs. Au cours de cette saison, il commence également à attirer l'attention de club en France et Allemagne,.

### Carrière en sélection
En mars 2025, Fiogbé est convoqué pour la première fois avec l'équipe senior du Bénin,,.
Il honore sa première sélection le 25 mars 2025, lors d'un match de Qualifications à la Coupe du monde 2026 contre l'Afrique du Sud,.